# Тиберій Юлій Олександр
Тиберій Юлій Александр (лат. Tiberius Julius Alexander; бл. 10 — після 71) — політичний діяч часів Римської імперії.

## Біографія
Походив із заможної юдейської родини. Син Олександра Лісімаха, митного чиновника. Останній отримав звання римського громадянина. Тому став зватися Тиберієм Юлієм. Зрікся юдейської віри, завдяки цьому зробив гарну кар'єру. Цьому також сприяв його дядько Філон Александрійський та молодший брат Марк, чоловік Верніки. Встановив ділові стосунки з Антонією Молодшою, матір'ю імператора Клавдія. Водночас налагодив зв'язки з царем Юдеї Агріппою I.
У 42 році призначається епістратегом Фіваїди (області Єгипту). У 46 році призначається прокуратором Юдеї. Під час своєї каденції придушив заворушення в Галілеї, стративши їх очільників Яков та Симона, синів Юди Галілеянина. У 48 році звільнений з посади і його наступником призначений Вентідій Куман. У 58-63 роках перебував при Гнеї Доміції Корбулоні під час війни із Парфією. У 63 році супроводжував нового царя Трдата I на трон Великої Вірменії.
У 66 році призначається префектом Єгипту. Під час своєї каденції намагався залагодити конфлікти між грецькою та жидівською громадами. З початком Першої юдейської війни надав суттєву допомогу римській армії для його придушення. У 68 році, після смерті Нерона, підтримав нового імператора Гальбу. У 69 році підтримав в боротьбі за трон Веспасіна, надавши тому 2 легіони та перестав поставляти зерно до Риму, де перебував імператор Вітеллій. Водночас з військом рушив на допомогу Титу Флавію, якому давав поради з придушення юдейського повстання.
У 70 році брав участь в захопленні Єрусалиму, втім намагався переконати Тита зберегти Храм. За свої заслуги перед династією Флавіїв у 71 році призначається префектом преторія. Про подальшу діяльність немає відомостей.